# Vassilis Krommidas
Vassilis Krommidas (Grieks: Βασίλης Κρομμύδας) (Thessaloniki, 4 juli 1970), is een Grieks triatleet uit Athene. Hij is drievoudig Balkan kampioen triatlon.
Krommidas deed in 2000 mee aan de eerste triatlon op de Olympische Zomerspelen van Sydney. Daar behaalde hij een 33e plaats met een tijd van 1:51.28,94. Vier jaar moest hij op de Olympische Spelen van Athene voor de finish uitstappen.
Hij is getrouwd, heeft sport wetenschappen gestudeerd en heeft een graad in Lichamelijke Oefening. Hij is aangesloten bij Spartacos Glyfadas.

## Titels
- Balkan triatlon kampioen: 1996, 1998, 1999

## Belangrijkste prestaties

### triatlon
- 1992: 10e Ironman Europe in Roth
- 1994: 17e Ironman Hawaï - 8:55.02
- 1997: 31e WK olympische afstand
- 1997: 8e WK lange afstand (Nice)
- 1998: 56e WK olympische afstand
- 2000: 41e WK olympische afstand
- 2000: 33e Olympische Spelen Sydney
- 2000: 8e wereldbekerwedstrijd triatlon Hawaï
- 2001: 43e WK olympische afstand
- 2001:  triatlon van Mytilini
- 2002: 55e WK olympische afstand (Cancún)
- 2002:  triatlon van Sofia
- 2003: DNF WK olympische afstand (Queenstown)
- 2004: 47e WK olympische afstand (Madeira)
- 2004: DNF Olympische Spelen Athene